# Верхняя анастомотическая вена
Верхняя анастомотическая вена или вена Троларда соединяет поверхностную среднюю мозговую вену с верхним сагиттальным синусом.
Была описана французским анатомом Жаном Батистом Тролардом (1842—1910) в честь которого и получила своё название.

## Анатомия
Вена Троларда начинается от верхнего сагиттального синуса в области верхнего края постцентральной извилины. Направляясь книзу она соединяется с поверхностной средней мозговой веной, образуя таким образом анастомоз между верхним сагиттальным и пещеристым синусами.

## Функциональное значение
Вена Троларда соединяет верхний сагиттальный синус и среднюю мозговую вену. Кровь по ней может перемещаться в обоих направлениях. Таким образом она является коммуникационным сосудом, который обеспечивает равномерное распределение крови в венозной системе головного мозга..